# Augustin Ramsperger
Augustin Ramsperger (* 16. Juni 1816 in Guntershausen bei Aadorf; † 14. November 1880 in Luzern) war ein Schweizer Jurist und Nationalrat aus dem Kanton Thurgau.

## Biografie
Augustin Ramsperger, Sohn eines gleichnamigen Kantonsrats und Oberrichters, studierte 1833–1834 Philosophie in Freiburg. 1835–1837 folgte ein Studium der Rechte in Freiburg im Breisgau und in Heidelberg. Ab 1843 wirkte er als Anwalt in Frauenfeld. Von 1847 bis 1869 gehörte er dem thurgauischen Obergericht an, das er ab 1857 präsidierte. Von 1840 bis 1869 war er thurgauischer Grossrat, Bei den Parlamentswahlen 1863 wurde er in den Nationalrat gewählt, dem er die folgenden sechs Jahre angehörte. 1868/69 amtierte er als kantonaler Verfassungsrat. Nach seiner Abwahl als thurgauischer Kantons- und Nationalrat betätigte sich Ramsperger als Anwalt sowie als Korrespondent konservativer Zeitungen in Luzern.
Während seiner politisch aktiven Zeit wurde Ramsperger zum Anführer der Thurgauer Katholiken und ein politischer Gegenspieler von Johann Konrad Kern. 1841 setzte er sich für die Wiederherstellung der Klöster im Kanton Aargau ein. 1846 legitimierte er den katholischen Sonderbund mit dem Hinweis auf die Freischarenzüge.